# Рана ренесанса у Италији
Рана ренесанса (итал. quattrocento, кватроченто) је прво уметничко раздобље ренесансе које траје кроз цео 15. век.

## Настанак
Италија је одиграла водећу улогу у развоју ренесансе, и то пре свега град Фиренца, затим и Падова, Рим, Венеција итд; све до почетка 16. века, кад се наставља у целој Европи. Друштвено уређење је сличило оном у античкој грчкој, било је пуно градова-држава које су се утркивале и ратовале једна против друге. Ти градови-државе су развијали мануфактурну производњу, трговину, географска открића, штампарство (Гутенберг, 1440. године) и науку. Трговина с удаљеним крајевима руши стари страх од простора и природе којим се сада приступа на научни начин (не кроз теолошке догме), тако се развијају: математика, медицина …; отварају се први универзитети (Падова и др.)

## Карактеристике
Ренесанса је прво раздобље у историји уметности које је било свесно свога постојања и које је само себи исковало име (фр. Renaissance = препород). У овом раздобљу антика је сматрана врхунцем човекових стваралачких снага, па све уметности и науке које су цветале у антици поновно оживљавају.
Уметници по први пут бивају цењени и признати као ствараоци. Ренесансни човек признавао је да је доба класике неповратно мртво, а циљ му је био достићи га И превазићи. У жељи да потпуно одбаци средњи век и препороди антика у Европи је почело стварање модерног човека.
Готика је открила човека и признала свет; ренесансни човек наставља то поистовећивањем са светом, остварујући хармонију света и човека. Дакле, човек се ставља у један рационални, реални, простор који је хуманизиран. Идеал ренесансе је у складном односу делова композиције. Ренесансна композиција је тродимензионални простор, у којем, за разлику од магијског и чудима испуњеног света средњег века, постоје само могуће ствари и могући односи. Тако настаје једна уметност чија је карактеристика – реализам, а не било какав идеализам.

## Архитектура
Пратња античких елемената је била лака у Италији јер је она имала довољно класичних споменика којима се могла надахнути. У архитектури се одмах кренуло од три задата грчка стила (дорски стил, јонски стил и коринтски стил), па се облик и величина ступова нису морали поновно одређивати, него се из антике преузео одговарајући стил.
Филипо Брунелески (1377.-1446. године) је Фирентинац који се у почетку бавио скулптуром и неко време је боравио у Риму где се одушевљавао уметношћу старог Рима. Вредно се и систематски бавио цртањем античких споменика и заправо је он открио линеарну перспективу. То његово откриће оставило је далекосежне последице на развој сликарства ренесансе, међутим он се сам све више окретао архитектури.
Његова најважнија дела на којима је по први пута применио оставштину антике биле су: купола Фирентинске катедрале (тзв. Дуомо из 1417. године.), Капела Паци у Фиренци с класичним елементима (полукружни лук, обличасти свод, тријумфални лук, аркаде, купола, нартекс, централни тип, грчки крст, касетирање, грчки стилови ступова, и златни пресеци) и црква Сан Лоренцо.
По њему је ренесансна грађевина — кутија која се мора лако конструисати, па су геометријске и математичке вредности врло једноставне и до њих се долази једноставним израчунавањем. Из жеље за једноставношћу од сводова се користи само обличасти, полукружни лук, а некада се сводови потпуно одбацују и се замењују равном таваницом од дрвета па зидови могу бити тањи и економичнији. Ове таванице понекада су једноставно касетиране (равни плафон скромно подељен, искасетиран у квадрате). Цело решење основе ренесансне грађевине увек подлеже закону симетрије која је у архитектури ренесансе служила као основни принцип.
Слободан град важан је у привредном и цивилизацијском смислу за појаву ренесансе у Европи. Ренесанса је и позната по тежњи да обликовањем простора створи тзв. „идеални град“. Уопштено напредак тзв. световног духа ренесансе, богато племство и слободни градови огледа се у истицању профане архитектуре пред сакралном. Ово је време изградње првих великих палата, вила и објеката друштвеног карактера при чему се преузима конструкција римског домуса, хоризонтална подела у два- три спрата, са једноставним улазом у средини и прозорима скоро без икаквих украса који се нижу један изнад другог- обично по 9 прозора.
Алберти поставља 3 основна принципа архитектуре по античком архитекту Витрувију која су сврстана по важности: чврстоћа, сврсисходност и лепота.
Његова најпознатија дела су: Палата Ручелај (Фиренца), фасада цркве Сан Франческо и црква Сан Андреа у Мантови. Фасада цркве Сан Андреа је успешна комбинација римских славолука и античког храма. Он је уједно први архитекта који је приметио важност околине за грађевину, заправо правило по којем се архитектура мора уклопити у средину у којој се налази.
Леон Батиста Алберти је најбољи пример универзалног човека ренесансе који се покушавао изразити на разним пољима. Архитектуром се почео бавити релативно касно (у својим 40-им), а најпре се бавио расправама о сликарству и скулптури. За њега је идеална грађевина централног типа с античком декорацијом. Палата Ручелај у Фиренци (1446.-1451. године) је симетрична троспратница која има упечатљиво рустикалну фасаду. Рустика је облагање грубим необрађеним каменом површина архитектонских грађевина; честа је у ренесанси.

## Скулптура
Раноренесансна скулптура је испуњена трагањем за веродостојношћу облика и човековог тела уз стално усавршавање знања. Исто тако јавља се тежња за монументалношћу скулптуре која тако престаје бити везана за архитектуру. Ако је и смештена у одређени архитектонски простор, онда се тај простор пројектује за ту скулптуру на тај начин да јој се не сме одузети смисао. Скулптури се настоји дати најближи природни облик, човек је од костију и меса - личност, не као готски лик. Даље, употребљава се математичка перспектива пропорционална тела и омогућено је смештање скулптура једне поред друге, а честе су и композиције више фигура. Ренесансни мајстори који се изражавају у рељефу користе волуминозност фигура првог плана у дубљем рељефу у односу на фигуре другог плана које су у плићем рељефу, те се тако добија осећај дубине. Техничка сазнања довела су до обнове коњаничке скулптуре која поред монументалности настоји увек што реалније приказати коња, тела коњаника и њихов међуоднос.
Први акт италијанске скулптуре 15. века је конкурс за источна врата катедрале у Фиренци (1435. године). На конкурсу, који је уједно био први такве врсте, победио је златар Лоренцо Гиберти. То је прво велико дело италијанске скулптурекватрочента уз које је повезано име младог скулптора за којег се каже да је урадио и сам пројекат за ова врата. Он је био Донато ди Николо ди Бето Барди касније познат као Донатело.
Донатело (1386.-1466. године) је заједно с архитектом Филипо Брунелескијем у Риму проучавао класичне остатке, на основу тих проучавања настала су дела инспирисана антиком са тежњом реалног приказа људског лика и њиховог карактера. У нишама Ор Сан Микеле у Фиренци Донатело је израдио „Св. Марка“ (1411—1413|1413.]] године) и „Св. Ђорђа“ (1415- 1417. године). Испод нише са Св. Ђорђем налазе се рељефи са подвизима свеца. И то је први познати рељеф у перспективи који је уједно први пример у ренесанси (око 1417. године) да се ликови сместе у реалистичку архитектуру и пејзаж. Нешто што није успело ни уметницима у антици.
У нишама Ђотовог звоника Донатело је исклесао „4 пророка“ (1416.-1435. године). Ови пророци се одликују снажном моделацијом и одлучном карактеризацијом.
Око 1425. године радио је рељеф „Херодотова гозба“ за катедралу у Сијени. То је најстарији пример рељефа рађен по принципу Брунелескијеве линеарне перспективе.
Донателлов Бронзани Давид је прва гола скулптура у природној величини још од антике.
Доласком у Падову уређивао је катедралу Св. Антонија, и испред ње је направио велики коњанички споменик „Гатамелате“; уметниково највеће дело у бронзи, прва коњаничка скулптура након антике.
Андреа дел Верокио (1435.-1488. године) је највећи скулптор на измаку века. Једини је послије Донатела који је имао нешто од његовог домашаја и амбиција. Лепа бронзана група Неверни Тома на Ор Сан Микеле решава тешки проблем да се два лика доведу у јединствену и затворену целину. Елоквентним позама и дрском разменом геста између Христа и Св. Томе постигнута је драма која је појачана активном драперијом са дубоким жлебовима. Она је са смело наглашеним контрастима постигла утисак монументалне величине. Ова скулптура директно је утицала на Леонарда, Микеланђела и барокног вајара Бернинија.

## Сликарство
Сликарство ране ренесансе започело је са појавом Мазача. Као велики узор му је послужило готичко сликарство Ђота који је сликао скоро 100 година пре њега и направио пар великих корака даље од готичког иконографског сликарства. Но, Мазачо чини више, његови ликови су учвршћени контурном линијом, и они поседују одређену индивидуалност и карактерност. Мазачо чак уводи и перспективу у своје слике и то на тај начин што приказује одређене архитектонске облике у својим сликама. То је најочитије у његовој слици „Свето тројство“ где су света три лика смештена у архитектонски оквир олтара ренесансне катедрале. Све је смештено у архитектонски простор са израженом перспективом, помало тмурних боја, специфичном карактеризацијом ликова и са богатством полусенки (кјароскуро) на ликовима.
Пјеро дела Франческа је био први уметник који је научно доказао перспективу и који ју је узео као врхунац у уметности којем треба тежити. Тек се на његовој слици Бичевање Христа истиче истакнута линеарна перспектива која је наглашена смештајем у кубнчни простор с изразитим математичким, прорачунатим скраћењима. То се најочитије види у величини ликова у првом плану у односу на друге и перспективи плочица на поду и своду. Оно што је особито ново у овој слици је то што је уметник храбро преместио главни догађај у други план, а у првом плану су му три фигуре, као сведоци бичевања. Сликом влада одређена статичност, ликови само стоје, не постоји ни један покрет, као да је догађај на сцени. Равнотежу уметник постиже и у нијансирању боја, а може се препознати и златни пресек. Пјеро дела Франческа је важан и због оживљавања портрета који ће постати облик ширења уметности изван цркве и почетак њиховог уласка у грађанске куће.
Андреа Мантења је збиља достојан пажње пре свега што је проучавање перспективе довео до врхунца. То је најизразитије у његовом делу Мртви Христ, где је Христ приказан у сјајном скраћењу с ногама у првом плану. Христ је приказан као било који човек, мртвачке боје са светим ранама и прекривен мртвачким покровом. Ликови који се уплакани јављају с леве стране су ту само да употпуне простор. Цела се слика центрира на том јадном и испаћеном телу у скраћењу.
Сандро Ботичели, ученик Фра Филипа Липија, врло рано одступа од традиционалних представљања светих тема под утицајем неоплатонизма, покрета који је величао идеализам антике. Тако настају слике „Алегорија пролећа“ где влада његово нестварно, идеализовано приказивање ликова без детаља, занемарујући анатомију потенцирајући тако линеарност ликова. Ликови су опет стављени у нестварни пејзаж, потпуно освијетљен без реалног извора свјетла. Слика „Рођење Венере“ која је у потпуности у домену претходних слика. Дакле све лепршаво, без детаља у надреалном окружењу без извора светла.
При крају свога живота Ботичели се враћа сакралним темама (бројни прикази Мадона) и удаљава се од линеарног решења слике успешно истражујући боје.

## Попис уметника Кватрочента
- Леон Батиста Алберти
- Донатело
- Филипо Брунелески
- Лоренцо Гиберти
- Мазолино
- Фра Анђелико
- Паоло Учело
- Ил Сасета
- Филипо Липи
- Ђентиле да Фабријано
- Мазачо
- Франческо Скварчоне
- Пјеро дела Франческа
- Доменико Венецијано
- Ђовани ди Паоло
- Франческо ди Ђорђо (Ђорђоне)
- Векјета
- Јакопо Белини
- Доменико ди Бартоло
- Андреа дел Кастањо
- Беноцо Гоцоли
- Козимо Тура
- Антонело да Месина
- Мелоцо да Форли
- Антонио Полајуоло
- Антонијацо Романо
- Франческо дел Коса
- Андреа Мантења
- Дизидерио да Сетињано
- Карло Кривели
- Виторе Кривели
- Андреа дел Верокио
- Јустус из Гента
- Педро Беругете
- Леонардо да Винчи
- Доменико Гирландајо
- Сандро Ботичели
- Пјетро Перуђино
- Антонио Роселино
- Бертолдо ди Ђовани
- Лука дела Робија
- Ђентиле Белини
- Виторе Карпачо
- Ђовани Белини
- Ерколе де Роберти
- Лука Сињорели